# Metriocnemus subdedectus
Metriocnemus subdedectus är en tvåvingeart som först beskrevs av Maurice Emile Marie Goetghebuer 1933.  Metriocnemus subdedectus ingår i släktet Metriocnemus och familjen fjädermyggor. Inga underarter finns listade i Catalogue of Life.